# モーメント (確率論)
確率論や統計学におけるモーメント（英: moment）または積率（せきりつ）とは、確率変数のべき乗に対する期待値で与えられる特性値。

## 定義と性質
X を確率変数、α を定数としたときに、α に関するn次モーメント (n-th order moment) は次で定義される。
{\displaystyle \langle (X-\alpha )^{n}\rangle \quad n=1,2,\dots }
ここで、⟨…⟩ は期待値を取る操作を表す。
X が離散型の場合は、
{\displaystyle \langle (X-\alpha )^{n}\rangle =\sum _{i=1}^{\infty }(x_{i}-\alpha )^{n}\Pr(X=x_{i})}
ここで x1, x2, … は確率変数 X の実現値である。
X が連続型の場合は、
{\displaystyle \langle (X-\alpha )^{n}\rangle =\int _{-\infty }^{\infty }(x-\alpha )^{n}p(x)\,dx}
ここで p(x) は確率変数 X の確率密度関数である。
特に α = 0 の場合に、モーメントは mn と記される。
{\displaystyle m_{n}=\langle X^{n}\rangle \quad n=1,2,\dots }
期待値 μ は 1次のモーメント m1 に等しい。分散 σ2 は これと2次のモーメント、つまり m1, m2 を用いて表すことができる。すなわち、
{\displaystyle {\begin{aligned}\mu &=m_{1},\\\sigma ^{2}&=m_{2}-{m_{1}}^{2}.\end{aligned}}}
m1 に関する n 次モーメントを μn で表し、n 次の中心モーメント (n-th order center moment)、またはn 次の中心化モーメントという。
{\displaystyle \mu _{n}=\langle (X-m_{1})^{n}\rangle \quad n=1,2,\dots }
ここで、2次の中心モーメント μ2 は分散と一致する。
一般の確率分布において、モーメントは必ずしも有限値として存在するとは限らない。実際、コーシー分布
{\displaystyle p(x)={\frac {1}{\pi }}{\frac {1}{x^{2}+1}}}
において、モーメントは全て無限大に発散する。

## 積率母関数による表示
確率変数 X の積率母関数を次の式で定義する：
{\displaystyle {\begin{aligned}M(\xi )&:=\langle e^{\xi X}\rangle \\&=\int _{-\infty }^{\infty }e^{\xi x}p(x)\,dx\end{aligned}}}
その級数表示
{\displaystyle M(\xi )=\sum _{n=0}^{\infty }{\frac {\langle X^{n}\rangle }{n!}}\xi ^{n}}
においては、ξ の n 次の項の係数部分に n 次のモーメント mn = ⟨Xn⟩ が現れる。この関係からモーメントは、モーメント母関数の導関数によって、次のように与えることができる。
{\displaystyle m_{n}={\frac {d^{n}M(\xi )}{d\xi ^{n}}}{\biggr \vert }_{\xi =0}}

## 特性関数による表示
確率変数Xに対する特性関数を次のように定義する：
{\displaystyle {\begin{aligned}\Phi (\xi )&:=\langle e^{i\xi X}\rangle \\&=\int _{-\infty }^{\infty }e^{i\xi x}p(x)\,dx\end{aligned}}}
特性関数についても、その級数表示において、n 次のモーメントは ξ の n 次の項の係数に現れる。
{\displaystyle \Phi (\xi )=\sum _{n=0}^{\infty }{\frac {\langle X^{n}\rangle }{n!}}(i\xi )^{n}}
この関係からモーメントは、特性関数の導関数によって、次のように与えることができる。
{\displaystyle m_{n}={\frac {1}{i^{n}}}{\frac {d^{n}\Phi (\xi )}{d\xi ^{n}}}{\biggr \vert }_{\xi =0}}

## キュムラントとの関係
n 次のキュムラントは、n 次以下のモーメントで表すことができる。
{\displaystyle {\begin{aligned}c_{1}&=m_{1}\\c_{2}&=m_{2}-{m_{1}}^{2}\\c_{3}&=m_{3}-3m_{1}m_{2}+2{m_{1}}^{3}\\c_{4}&=m_{4}-4m_{3}m_{1}-3{m_{2}}^{2}+12m_{2}{m_{1}}^{2}-6{m_{1}}^{4}\\&\vdots \end{aligned}}}
逆に、n 次のモーメントは、n 次以下のキュムラントで表すことができる。
{\displaystyle {\begin{aligned}m_{1}&=c_{1}\\m_{2}&=c_{2}+{c_{1}}^{2}\\m_{3}&=c_{3}+3c_{1}c_{2}+{c_{1}}^{3}\\m_{4}&=c_{4}+3{c_{2}}^{2}+4c_{1}c_{3}+6{c_{1}}^{2}c_{2}+{c_{1}}^{4}\\&\vdots \end{aligned}}}

## 例

### ポアソン分布
確率質量関数が
{\displaystyle P(x=k)={\frac {\lambda ^{k}e^{-\lambda }}{k!}}}
で与えられるポアソン分布において、モーメントは次のように与えられる。
{\displaystyle {\begin{aligned}m_{1}&=\lambda \\m_{2}&=\lambda ^{2}+\lambda \\m_{3}&=\lambda ^{3}+3\lambda ^{2}+\lambda \\&\vdots \end{aligned}}}

### 正規分布
確率密度関数が
{\displaystyle p(x)={\frac {1}{{\sqrt {2\pi }}\sigma }}\exp \left({-{\frac {(x-\mu )^{2}}{2\sigma ^{2}}}}\right)}
で与えられる正規分布において、n 次の中心モーメントは n が奇数のときは 0 で、偶数のときのみ 0 でない値をとる。
{\displaystyle \mu _{n}={\begin{cases}0&(n:{\text{odd}})\\(n-1)!!~\sigma ^{n}&(n:{\text{even}})\end{cases}}}
n!! は二重階乗。